# Аттиньи (Арденны)
Аттиньи (фр. Attigny) — коммуна во Франции, находится в регионе Шампань — Арденны, в департаменте Арденны. 
В 8 и 9 веках королевский пфальц Аттиньи был одной из важнейших резиденций Каролингов. Здесь в 785 году прошло крещение Видукинда, а в 822 году состоялся публичный акт покаяния Людовика Благочестивого. В 972 году после внезапного нападения западно-франкского короля Лотаря на королевский дворец в Ахене пфальц Аттиньи был сожжён германским королём Оттоном II. Его не восстанавливали и вскоре он исчез с карты. 